# Emberiza tahapisi
Emberiza tahapisi là một loài chim trong họ Emberizidae.